# Дед и журавль
«Дед и жура́вль» — советский короткометражный мультфильм, выпущенный в 1983 году киностудией Беларусьфильм.

## Сюжет
Жили-были дед да баба, и было у них поле с посеянным горохом. На поле стал прилетать журавль и клевать горох. Дед словил птицу, но пожалел и отпустил. За свою доброту дед был награждён необычным подарком журавля — сначала волшебной торбочкой, а затем и волшебным рожком, когда торбочку захотел отобрать жадный поп.

## Съёмочная группа
| Режиссёр-постановщик    | Евгений Ларченко            |
| Автор сценария          | Виталий Вольский            |
| Оператор-постановщик    | Михаил Комов                |
| Художник-постановщик    | И. Урманче, В. Маленькая    |
| Художник-мультипликатор | Анна Лысятова, В. Бакунович |
| Композитор              | Евгений Глебов              |
| Роли озвучивали         | Геннадий Овсянников         |
| Звукооператор           | Сендэр Шухман               |
| Ассистент режиссёра     | Г. Поночевная               |
| Ассистент художника     | Т. Михалюта                 |
| Редактор                | Олег Белоусов               |
| Директор                | Леонарда Зубенко            |